# Wes Lee
Deveon Everhart (nacido el 2 de noviembre de 1994) es un luchador profesional estadounidense que actualmente ha firmado con WWE en la marca NXT 2.0 bajo el nombre de Wes Lee. También trabajó en la escena independiente, mayoritariamente para Pro Wrestling Guerrilla (PWG) y Lucha Underground (LU), donde fue PWG World Tag Team Champion en su primer reinado con su compañero Zachary Wentz.

### Circuito Independiente (2011–2021)

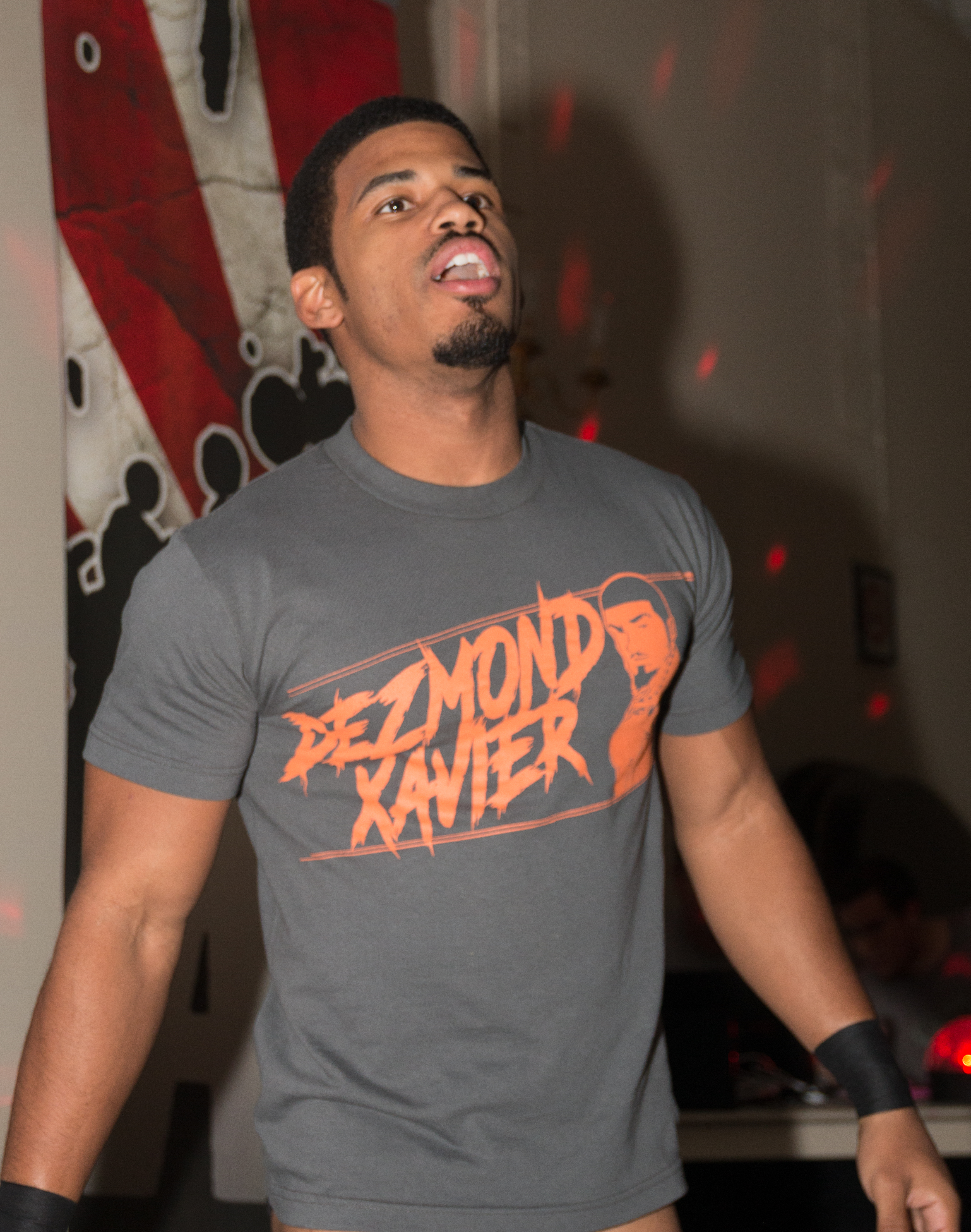
Xavier en octubre de 2016

## Carrera

### Impact Wrestling (2017–2020)
El 23 de abril de 2017, fue informado que Dezmond Xavier había firmado con Impact Wrestling. El 20 de abril en el episodio de Impact Wrestling, Xavier hizo su debut en una lucha fatal de 6 esquinas por el Impact X Division Championship, en la que salió derrotado. En julio, Xavier entró en la GFW Super X Cup 2017, derrotando a Idris Abraham en los cuartos de final, Drago en las semifinales, y Taiji Ishimori en la final para ganar el GFW Super X Cup 2017.
El 11 de noviembre, se reveló que The Rascalz pronto dejaría Impact y tenía interés de WWE y All Elite Wrestling. Durante las grabaciones del 17 de noviembre, The Rascalz recibió una "despedida" en el vestuario de Impact. Trey confirmó al día siguiente que él, Dez y Wentz habían terminado de aparecer en Impact Wrestling.

### Dragon Gate (2018)
Dragon Gate anunció el debut de Xavier y compañero de equipo Zachary Wentz en Open The New Year Gate, el primer espectáculo de Dragon Gate en 2018. Debutaron el 13 de enero, donde Xavier y Wentz, conocidos en equipo como Scarlet y Graves, hicieron equipo con Susumu Yokosuka en una lucha victoriosa contra Genki Horiguchi, Flamita y Bandido Jr.

### Lucha Underground (2018)
En el episodio del 18 de julio "Break the Machine" Xavier debutó en LU bajo el nombre de Dezmond X enfrentándose ante Paul London por un Medallón del regalo de los dioses, Dezmond ganó y obtuvo el medallón.

### WWE

#### NXT (2020-presente)
El 2 de diciembre de 2020, firmó un contrato con WWE y fue asignado al WWE Performance Center. En el episodio del 13 de enero de 2021 de NXT, Xavier, ahora con el nombre de ring Wes Lee, y su compañero de equipo Zachary Wentz, ahora con el nombre de ring Nash Carter, debutaron con el nuevo nombre de equipo MSK. Debutaron en el Torneo Men's Dusty Rhodes Tag Team Classic, que ganaron. En la Noche 1 de NXT TakeOver: Stand & Deliver, MSK derrotó a los Grizzled Young Veterans (James Drake & Zack Gibson) y Legado Del Fantasma (Raúl Mendoza y Joaquin Wilde) en una lucha de triple amenaza por los vacante Campeonatos en Parejas de NXT. En un episodio de NXT, MSK derrotó a Fantasma para retener sus títulos. En NXT TakeOver: In Your House , MSK se asoció con el campeón norteamericano de NXT, Bronson Reed, para derrotar a Legado Del Fantasma en un partido en el que el ganador se lleva todo, que ganó MSK. [27] En The Great American Bash , MSK derrotó a Ciampa y Timothy Thatcher por los títulos de parejas. Durante los siguientes dos meses, MSK defendió sus títulos contra Imperium y Oney Lorcan y Danny Burch.
En NXT 2.0: Halloween Havoc, Imperium derrotó a MSK en un Lumber Jack-o'-Lantern Tag Team match para ganar los títulos, solo para que MSK los recuperara en NXT Stand & Deliver. Sin embargo, solo cuatro días después, el 5 de abril de 2022, se informó que WWE había liberado a Carter debido a múltiples acusaciones de abuso doméstico y fotos relacionadas con Adolf Hitler y el simbolismo nazi. Más tarde, WWE confirmó que los Campeonatos en Parejas de NXT quedaron oficialmente vacantes el 8 de abril de 2022, lo que puso fin al segundo reinado de Lee a los seis días y también llevó al final del grupo MSK en WWE.
En el episodio del 19 de abril de NXT 2.0, Lee regresó a la televisión, abordando vagamente la vacante de los títulos, antes de ser confrontado por Xyon Quinn. Esto llevó a una pelea entre Quinn y Lee más tarde esa noche, con Lee perdiendo. En el episodio del 24 de mayo de 2022 de NXT 2.0 , Lee perdió contra Sanga, y Quinn se burló de él antes de que Sanga lo apartara. La semana siguiente, Lee desafió a Quinn a un combate y ganó. En el episodio del 14 de junio de 2022 de NXT 2.0, Wes Lee tuvo otra gran aclamación contra Xyon Quinn en la que también logró ganar. En NXT: The Great American Bash, Lee perdió ante Trick Williams después de que Williams frotó una sustancia desconocida en los ojos de Lee.
El 22 de octubre en NXT Halloween Havoc, Lee derrotó a Carmelo Hayes, Von Wagner, Oro Mensah y a Nathan Frazer en un Ladder Match ganando el vacante Campeonato Norteamericano de NXT. Esto marcó la primera victoria de Lee en un campeonato individual en la WWE y su segundo reinado general en el campeonato individual en su carrera. En el episodio del 1 de noviembre de NXT , los campeones de parejas de NXT Pretty Deadly interrumpieron al campeón de NXT Bron Breakker, esto llevó a Lee a salir de backstage, donde él y Breakker desafiaron a Pretty Deadly a un combate por sus Campeonatos en Parejas más adelante en el programa; Lee y Breakker no tuvieron éxito después de que Carmelo Hayes interfiriera.
En NXT Stand & Deliver, derrotó a Ilja Dragunov, AXIOM, Dragon Lee y a JD McDonagh reteniendo el Campeonato Norteamericano de NXT.

## Campeonatos y logros
- All American Wrestling
  - AAW Tag Team Championship (1 vez) con Zachary Wentz[8]

- Combat Zone Wrestling
  - CZW World Tag Team Championship (2 veces) con Zachary Wentz[9]

- Desastre Total Ultraviolento
  - DTU Alto Impacto Championship (1 vez)[10]

- Impact Wrestling
  - Super X Cup (2017)
  - Turkey Bowl (2018) – con KM, Alisha Edwards, Kikutaro, y Fallah Bahh

- Pro Wrestling Guerrilla
  - PWG World Tag Team Championship (1 vez) con Zachary Wentz

- The Wrestling Revolver
  - PWR Tag Team Championship (1 vez) con Zachary Wentz[11]

- WrestleCircus
  - WC Sideshow Championship (1 vez)[12]

- Xtreme Intense Championship Wrestling
  - XICW Tag Team Championship (1 vez) con Aaron Williams, Dave Crist, Kyle Maverick, Trey Miguel y Zachary Wentz[13]

- WWE
  - NXT North American Championship (1 vez)
  - NXT Tag Team Championship (2 veces) - con Nash Carter[14]
  - Men's Dusty Rhodes Tag Team Classic (Sextos Ganadores) - con Nash Carter[15]

- Pro Wrestling Illustrated
  - Situada en el Nº332 en el PWI 500 en 2021.[16]